# Milk Money
Milk Money (Brasil: As Aparências Enganam / Portugal: Lição de Anatomia) é um filme de comédia romântica estadunidense de 1994 dirigido por Richard Benjamin e estrelado por Melanie Griffith e Ed Harris. É sobre três meninos suburbanos de 11 anos de idade que se encontram atrás na "batalha dos sexos", acreditando que iriam recuperar a vantagem, se pudessem ver apenas uma mulher real, ao vivo e nua.
O filme foi rodado em vários locais na Pensilvânia, assim como nas cidades de Cincinnati e Lebanon, ambas de Ohio. A história se passa dentro de um subúrbio fictício chamado "Middletown" fora de uma cidade sem nome (Pittsburgh). O roteiro foi vendido para a Paramount Pictures por John Mattson, em 1992, por $1,1 milhão, em seguida, um recorde para um roteiro específico de comédia romântica.
Futura estrela da Major League Baseball Kevin Youkilis aparece como um garoto de 14 anos, e ainda tem uma fala no filme.

## Sinopse
O filme conta a história de um menino de onze anos, Frank Wheeler (interpretado por Michael Patrick Carter), que perdeu a mãe ainda muito pequeno e vive com o pai, Tom (interpretado por Ed Harris), um biólogo que tenta em vão salvar um pântano que será aterrado, pois segundo ele o mesmo é uma rica fonte de pesquisas da fauna e flora local. Um dia, Frank vai à cidade grande com dois amigos e tenta pagar uma prostituta (interpretada por Melanie Griffith) para vê-la nua. Esta prostituta é "V" (alcunha usada por ela para esconder seu verdadeiro nome, Eva). V quer deixar a vida que leva, e numa virada surpreendente acaba indo parar na casa de Frank, que vê nela a mulher ideal para seu pai, a despeito de ela ser uma prostituta. O garoto passa então a tentar juntá-los a todo custo, escondendo do pai a procedência de Eva. O que ninguém sabe, nem mesmo V, é que um segredo escondido em seu automóvel trará problemas e reviravoltas não apenas à sua vida, mas também às vidas de Frank e Tom, antes que qualquer um deles possa concretizar seus objetivos.

## Elenco
| Ator                   | Papel          |
| ---------------------- | -------------- |
| Melanie Griffith       | Eva/V          |
| Ed Harris              | Tom Wheeler    |
| Michael Patrick Carter | Frank Wheeler  |
| Malcolm McDowell       | Waltzer        |
| Anne Heche             | Betty          |
| Philip Bosco           | Jerry the Pope |
| Casey Siemaszko        | Cash           |
| Brian Christopher      | Kevin Clean    |
| Adam LaVorgna          | Brad           |
| Margaret Nagle         | Mrs. Fetch     |
| Kevin Scannell         | Mr. Clean      |
| Katie Powell           | Mrs. Clean     |

## Recepção
No site agregador de críticas Rotten Tomatoes, 9% das 135 resenhas dos críticos são positivas.
Siskel & Ebert deram a Milk Money uma nota baixa e especularam ironicamente que pode ter sido feita por executivos de Hollywood com uma afinidade para prostitutas e seu desejo de fazer filmes sobre elas, por falta de conhecimento de outras mulheres em qualquer profissão. Na revisão, Roger Ebert não optou por uma crítica negativa convencional, mas a retratá-la como o resultado de uma conversa fictícia entre dois executivos do estúdio.
Ele recebeu uma indicação ao Framboesa de Ouro para Pior Roteiro, mas perdeu essa categoria para  The Flintstones.

## Lançamento
Foi lançado em DVD em 9 de setembro de 2003. O filme foi apresentado em anamórfico widescreen no original 1.85:1 de proporção.